# Mariana Pérez
Mariana Pérez (* 24. November 1996) ist eine dominikanische Leichtathletin, die sich auf den Sprint spezialisiert hat.

## Sportliche Laufbahn
Erste internationale Erfahrungen sammelte Mariana Pérez im Jahr 2013, als sie bei den Jugendweltmeisterschaften in Donezk mit 57,23 s in der ersten Runde im 400-Meter-Lauf ausschied. Im Jahr darauf gewann sie bei den Zentralamerika- und Karibikjuniorenmeisterschaften in Morelia in 58,17 s die Bronzemedaille über 400 Meter und belegte mit der dominikanischen 4-mal-100-Meter-Staffel in 46,19 s den fünften Platz und gewann mit der 4-mal-400-Meter-Staffel in 3:54,26 min die Bronzemedaille. 2022 schied sie bei den Ibero-Amerikanischen Meisterschaften in La Nucia mit 2:14,93 min in der Vorrunde im 800-Meter-Lauf aus und gewann mit der 4-mal-400-Meter-Staffel in 3:33,41 min die Bronzemedaille hinter den Teams aus Spanien und Brasilien. Anschließend belegte sie bei den Juegos Bolivarianos in Valledupar in 54,48 s den vierten Platz über 400 Meter und wurde über 800 Meter disqualifiziert. Zudem gelangte sie mit der Staffel mit 3:37,89 min auf Rang vier. Im Jahr darauf gewann sie bei den Zentralamerika- und Karibikspielen (CAC) in San Salvador in 3:27,84 min die Silbermedaille hinter dem kubanischen Team und auch bei den Panamerikanischen Spielen in Santiago de Chile gewann sie in 3:34,27 min gemeinsam mit Anabel Medina, Franchina Martínez und Marileidy Paulino die Silbermedaille hinter dem kubanischen Team.
2023 wurde Pérez dominikanische Meisterin im 800-Meter-Lauf.

## Persönliche Bestzeiten
- 400 Meter: 53,49 s, 25. Juni 2022 in Santo Domingo
- 600 Meter: 1:33,70 min, 1. April 2023 in Santo Domingo
- 800 Meter: 2:14,93 min, 20. Mai 2022 in La Nucia